# 로티 차나이
로티 차나이(말레이어·인도네시아어: roti canai)는 말레이시아·브루나이·싱가포르·인도네시아 등지에서 먹는 납작빵이다. 말레이시아 남부와 싱가포르에서는 로티 프라타(말레이어: roti prata)라 부르며, 태국에서는 로띠(태국어: โรตี)로 알려져 있다.

## 이름
말레이어 "로티(roti)"는 힌두스탄어 "로티(रोटी, روٹی)"에서 나온 낱말로, "빵"을 뜻한다.
"차나이(canai)"의 어원은 확실하지 않은데, "첸나이"에서 나왔다는 설도 있고, "반죽 밀기"를 뜻하는 말레이어 "차나이(canai)"라는 설도 있다. 로티 차나이를 먹을 때 벵골콩 짜개로 만든 달 커리인 차나 달을 곁들이는 경우가 많기 때문에, 벵골콩을 뜻하는 힌두스탄어 "차나(चना, چنا)"에서 따왔다는 말도 있다.
"프라타(prata)"는 "납작한"이라는 뜻의 힌두스탄어 "파라타(परांठा, پراٹھا)"에서 나온 말로, 말레이어에서도 같은 의미로 쓰인다. 따라서 "로티 프라타"는 "납작빵"을 뜻한다.

## 만들기

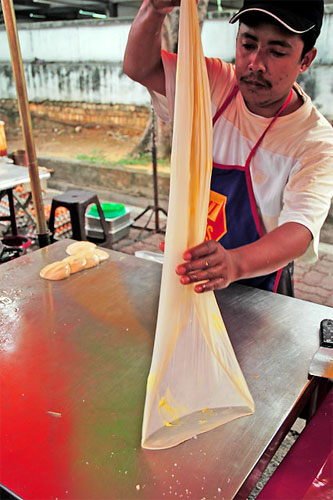
로티 차나이 만들기

로티 차나이는 보통 밀가루, 기, 물만 가지고 만들지만, 드물게 연유를 넣는 경우도 있다. 반죽은 납작하게 펴서 기를 발라 가며 겹겹으로 접은 다음 다시 밀어 펴기를 반복한다. 달걀이나 양파 등을 소로 넣을 경우에 반죽 사이에 뿌린 다음 반죽을 포갠다. 넓고 얇게 펴진 반죽은 기름을 두른 팬에 구워낸다.

## 특징과 종류

### 말레이시아
로티 차나이는 대표적인 말레이시아식 인도 요리의 하나로, 달이나 다른 커리와 함께 먹는 경우가 많다. "마막(Mamak)"이라 불리는 무슬림 타밀족들이 운영하는 마막 스톨(Mamak stall)에서 로티 차나이를 길거리 음식으로 파는데, 소를 넣지 않은 로티 차나이는 "로티 코송(roti kosong→빈 빵)"이라 불리며, 가격이 저렴하다. 그 외에도 달걀을 넣어 만든 로티 틀루르(roti telur), 양파를 넣어 만든 로티 바왕(roti bawang, 치즈를 넣어 만든 로티 치즈(roti cheese), 캔참치를 넣어 만든 로티 튜나(roti tuna) 등 다양한 로티 차나이가 있다.

### 싱가포르
싱가포르식 로티 프라타는 채소·고기 커리와 함께 먹는 경우가 많으며, 치즈, 양파, 바나나, 팥, 초콜릿, 버섯, 달걀 등 소를 넣어 굽기도 한다. 2011년 CNN 선정 "세계 최고 음식 50선"에서 싱가포르식 로티 프라타가 45위를 차지하기도 했다.

### 인도네시아
17세기 때, 인도네시아 북서부 수마트라섬에 있던 아체 술탄국에 인도 무슬림이 유입하면서 로티 차나이가 처음 전래되었다. 주로 양고기 커리를 곁들여 먹는다.

## 사진 갤러리

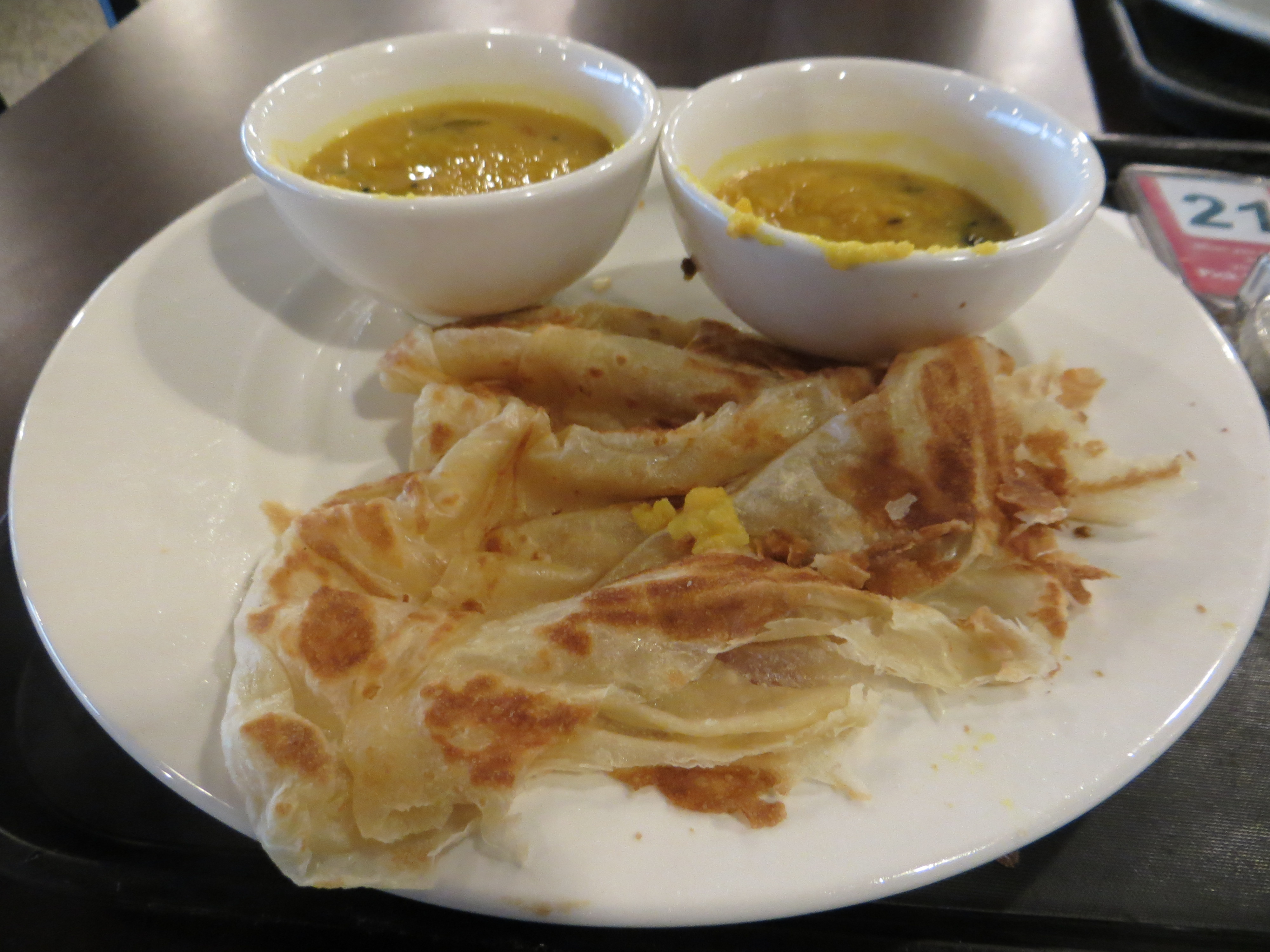
로티 차나이와 달
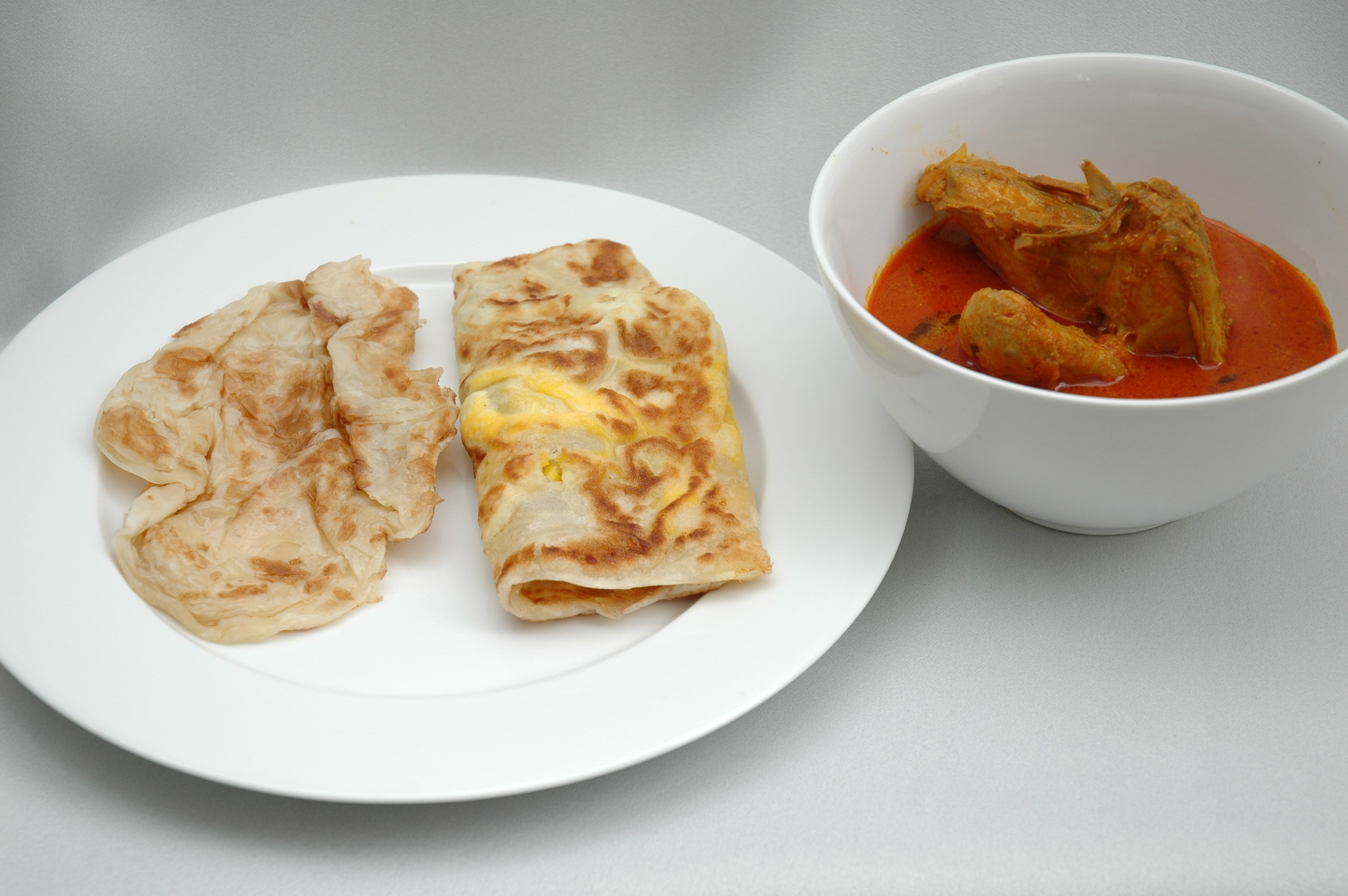
로티 프라타와 닭고기 커리

## 같이 보기
- 고담바 로티
- 모글라이 포로타
- 무르타박
- 로티 티슈